# Paulo Evaristo Arns

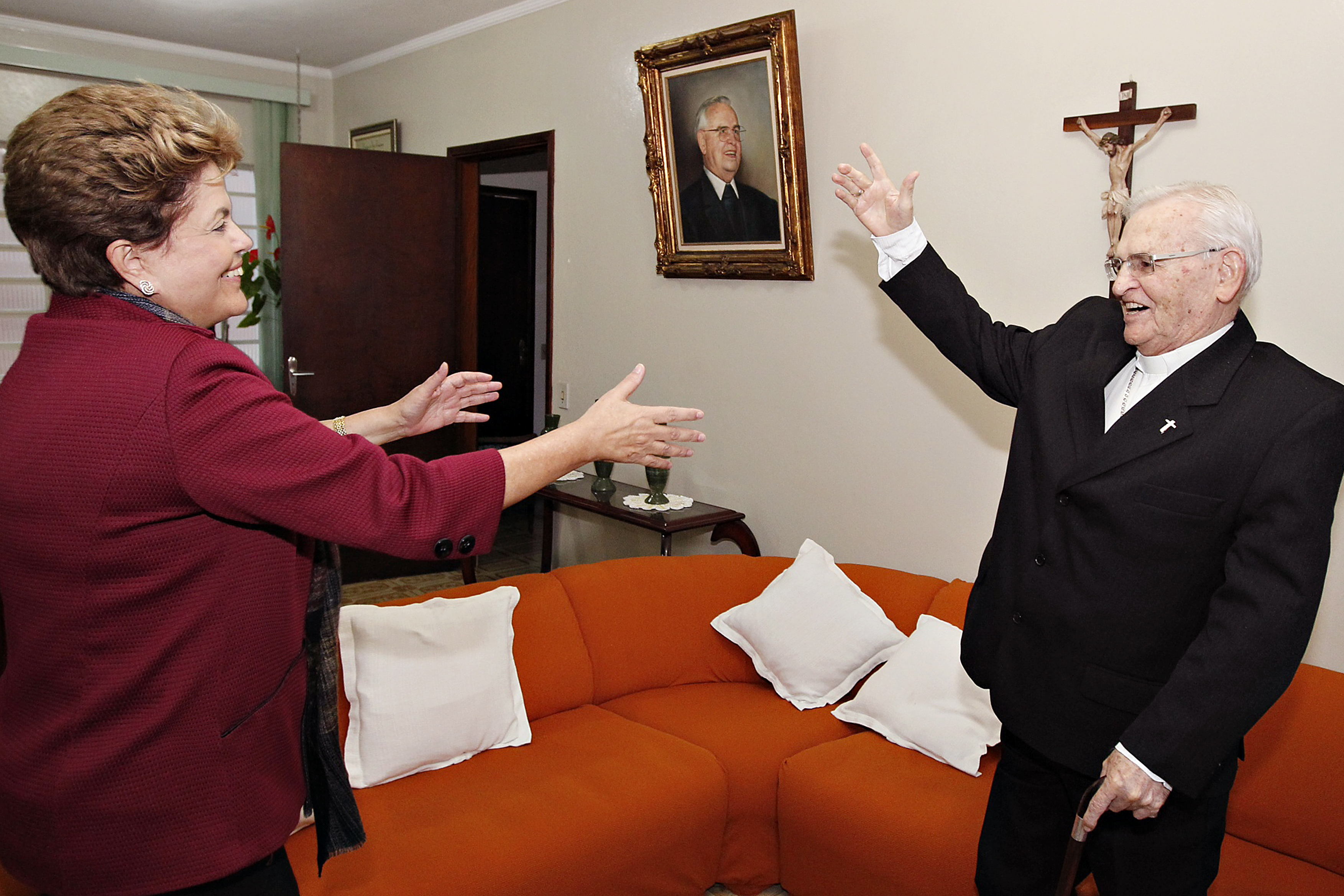
Kardinál Arns v roce 2012

Paulo Evaristo kardinál Arns OFM (14. září 1921 Forquilhinha – 14. prosince 2016 São Paulo) byl brazilský římskokatolický kněz, arcibiskup São Paulo, františkán a kardinál.

## Život
Vstoupil do řádu františkánů (OFM), řádové sliby složil 10. prosince 1943, studoval ve františkánských školách v Brazílii a později i na pařížské Sorbonně. Kněžské svěcení přijal 30. listopadu 1945. Přednášel na několika františkánských vzdělávacích institucích, podílel se na vydávání řádového časopisu „Sponsa Christi“
V květnu 1966 byl jmenován pomocným biskupem São Paulo, biskupské svěcení přijal 3. července téhož roku, světitelem byl kardinál Angelo Rossi, tehdejší arcibiskup. Poté, co kardinál Rossi přešel do římské kurie, byl jmenován arcibiskupem São Paulo.
Při konzistoři 5. března 1973 ho papež Pavel VI. jmenoval kardinálem. Po dovršení kanonického věku rezignoval v roce 1998 na funkci arcibiskupa. Od smrti kardinála Salese v červenci 2012 mu náležel titul kardinála protopresbytera. Zároveň byl služebně nejstarším členem kardinálského kolegia a zároveň byl posledním žijícím kardinálem kreovaným Pavlem VI. (resp. předposledním, pokud započítáme i Benedikta XVI.).

## Názory

### Povinný celibát by měl být zrušen
V červnu 2002 se kardinál Arns vyslovil pro zrušení povinného celibátu. Měl by podle něj být volenou možností, a ne povinností. Sice tehdy nevěřil, že papež Jan Pavel II. tuto povinnost zdobrovolní, soudil však, že „jeho nástupce by to udělat mohl“.